# Rewe
Rewe (derivado de Revisionsverbandder Westkauf-Genossenschaften), com sede em Colónia, é o segundo maior retalhista de produtos alimentares na Alemanha, a seguir à Edeka, com cerca de 3 600 lojas.

## História
A história da Rewe remonta à Revisionsverband der Westkauf-Genossenschaften, que a partir de 1927, foi a principal responsável pela compra de mercadorias para os seus membros. Estes membros estavam organizados sob a forma de cooperativas, mas eram em grande parte comerciantes independentes. Após a expansão na década de 1930 e o colapso durante a Segunda Guerra Mundial, a empresa retomou as suas atividades em agosto de 1945. As aquisições efetuadas nas décadas de 1960 e 1970 trouxeram novos supermercados e marcas para o âmbito da Rewe. A estrutura organizativa foi reformada em 1972, a fim de promover a cooperação entre as filiais e as holdings.
A divisão de vendas da Rewe existe na sua forma atual desde 2006, na sequência da conversão de mais de 2500 supermercados alemães para a marca global. As marcas tradicionais HL, Deutscher-Supermarkt, Minimal, Otto Mess, Petz e Stüssgen desapareceram do mercado. As empresas-mãe do Grupo Rewe, a Rewe-Zentral-AG e a Rewe Zentralfinanz eG, operam sob a designação de Grupo Rewe desde 2006. Em 4 de maio de 2009, a Rewe mudou a insígnia de cerca de 170 estabelecimentos de pequena dimensão para o tipo de loja Rewe City.
Para expandir a sua atividade operacional, a Rewe desenvolveu novos formatos, como o Rewe to go, centrado em refeições prontas a consumir. Philipp Pauly desenvolveu o conceito Rewe to go e o primeiro Rewe to go foi aberto na Hohe Strasse, em Colónia, em 2011. Em 2011, a empresa lançou um serviço de entrega com um teste em Frankfurt am Main, que foi gradualmente expandido para locais em toda a Alemanha. Em 2017, foi inaugurada a primeira loja Rewe fora da Alemanha, na cidade luxemburguesa de Echternach.
Em 7 de julho de 2021, a Rewe trouxe o primeiro Snack-Mobile autónomo para a Carlswerk em Colónia-Mülheim, em cooperação com a empresa de telemóveis Vodafone. O Snack-Mobile viajou à velocidade de um passeio em percursos de teste nas instalações da Carlswerk. Este é um projeto-piloto da Vodafone e da Rewe Digital.
O retalhista também está presente em grandes eventos. Por exemplo, a Rewe é o parceiro oficial de nutrição da Special Olympics World Summer Games 2023 em Berlim.

## Tipos de mercado
A Rewe opera diferentes tipos de lojas, consoante a sua dimensão:
- REWE, supermercado com uma superfície de 500 a 3500 m²
- REWE Centre, hipermercado de grande dimensão ou grandes armazéns de autosserviço com uma área de 3500 a mais de 6000 m²
- REWE To Go, loja de conveniência com uma área até 300 m²
- nahkauf, loja de conveniência local explorada por retalhistas independentes, com uma área de 400 a 800 m²
- A partir de maio de 2009, a Rewe também explorou pequenos supermercados com uma área de 500 a 1.000 m² sob a marca REWE City. Não é claro se haverá mais aberturas e conversões de localizações para REWE City. As lojas REWE City existentes continuam a funcionar sob o tipo de loja.

### Exemplos de mercado

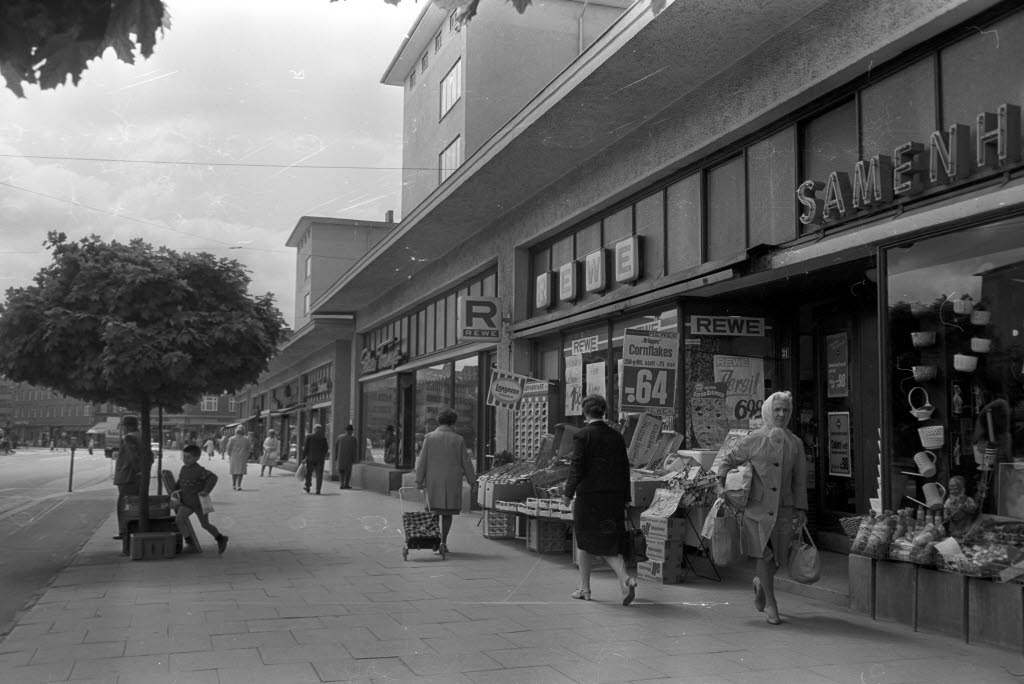
Um supermercado Rewe na Holtenauer Straße em Kiel, junho de 1969
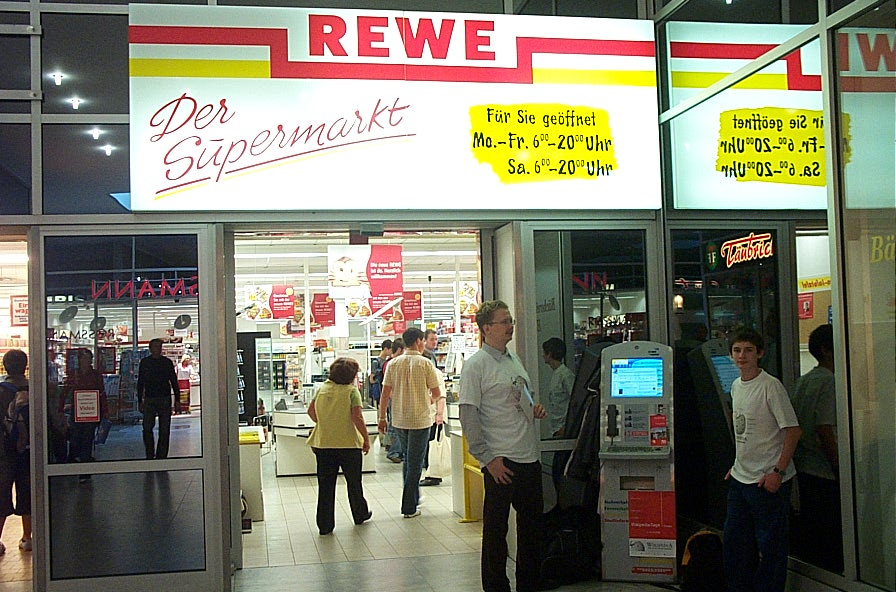
Antiga por fora, nova por dentro: a loja Rewe na principal estação ferroviária de Dresden, em outubro de 2006. Embora o design no interior tenha sido adaptado à "nova REWE", o antigo logótipo "REWE-Korbband" continua a ser exibido à frente.
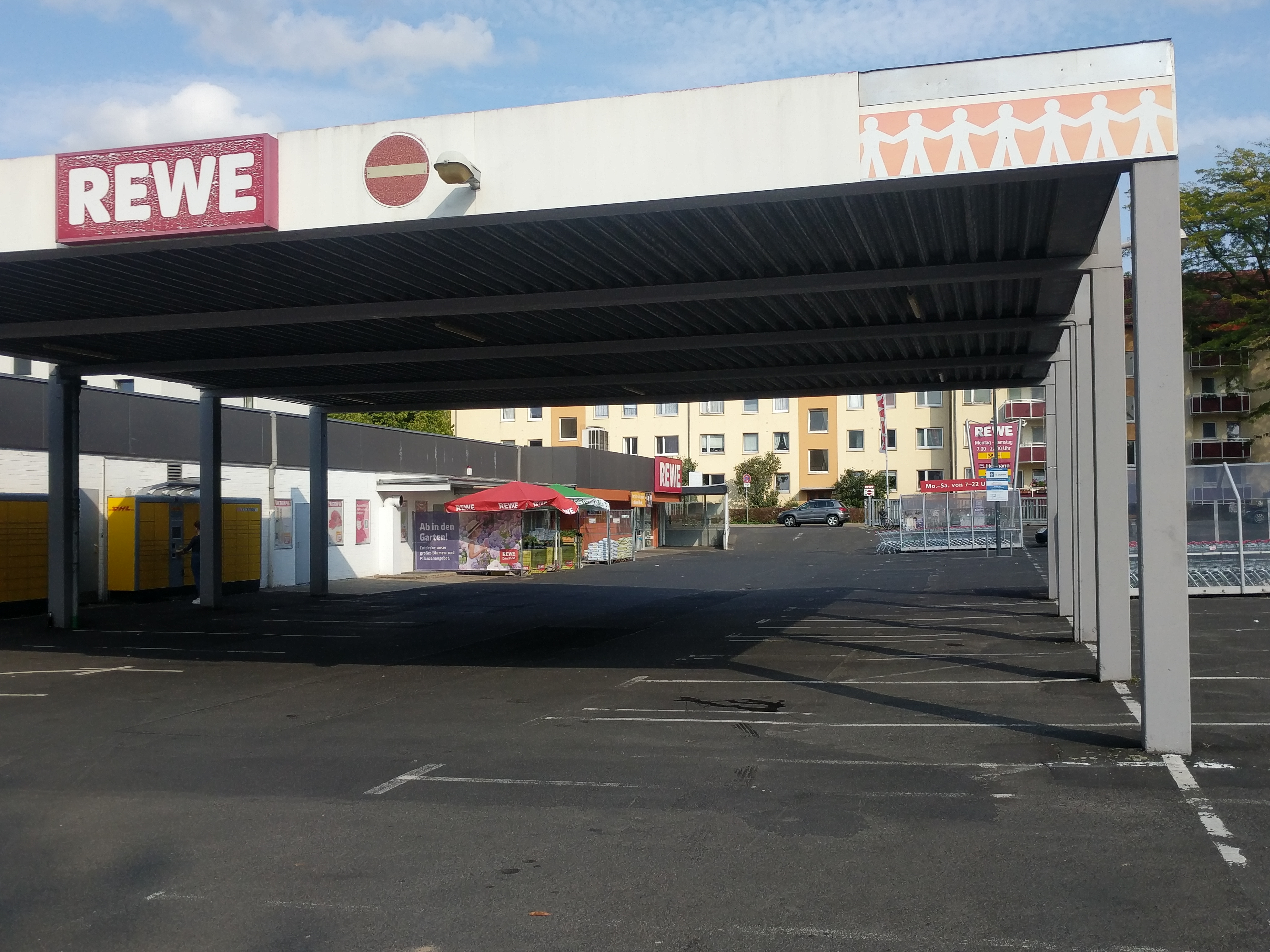
Restos de um logótipo Minimal num supermercado Rewe em Göttingen tirada num domingo
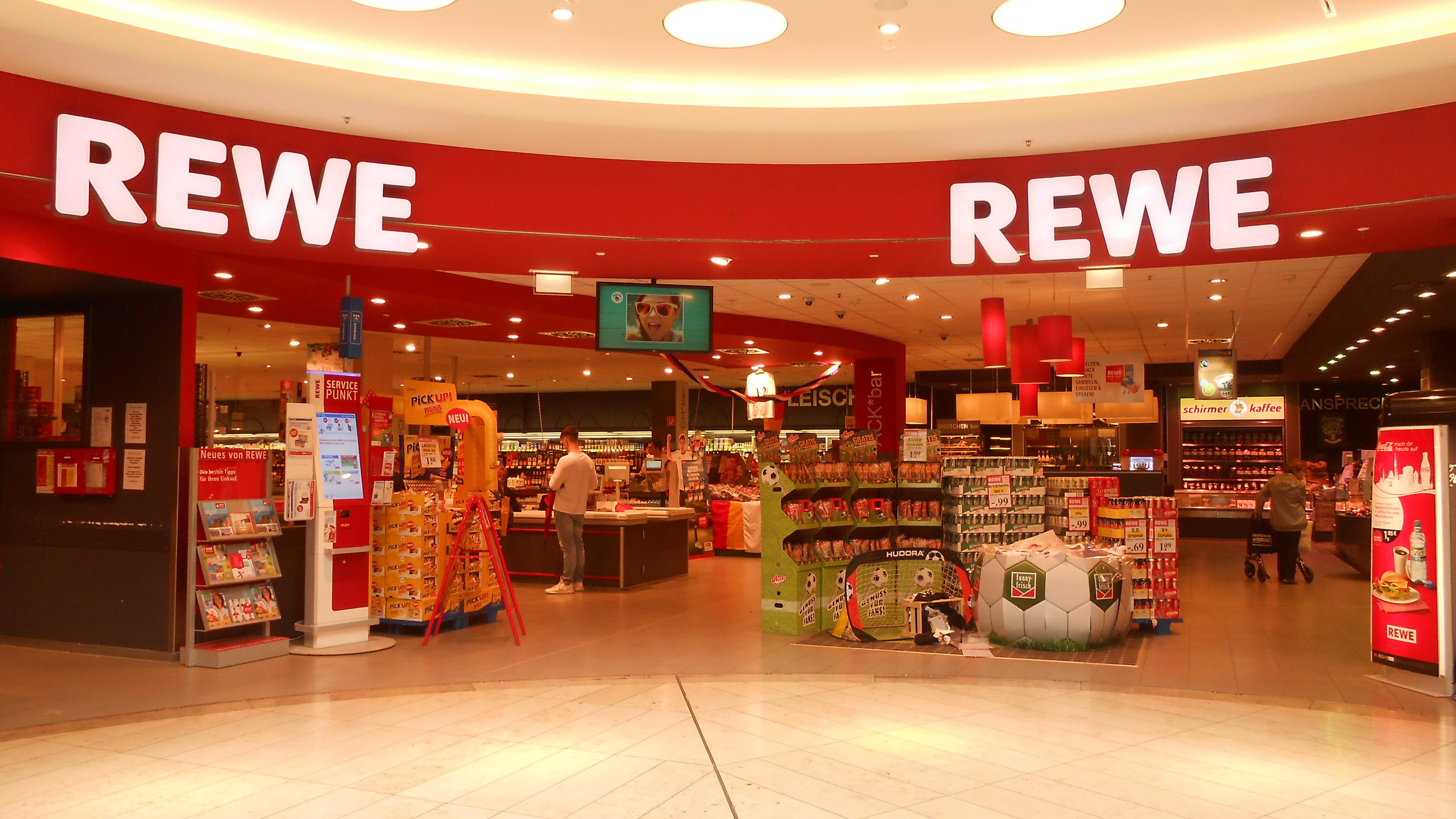
A loja Rewe, agora fechada, na Thier-Galerie em Dortmund
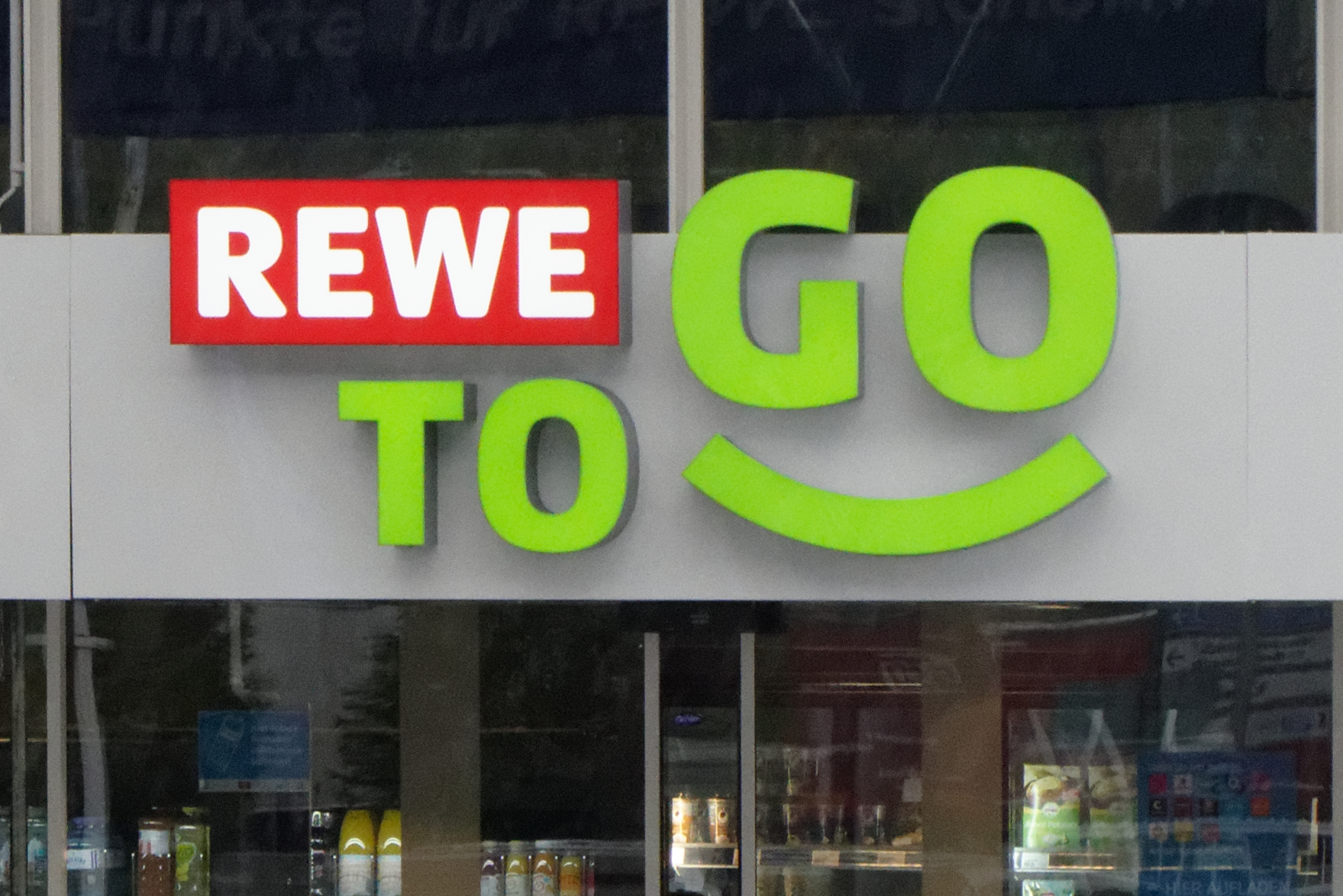
Rewe to go numa estação de serviço de Aral
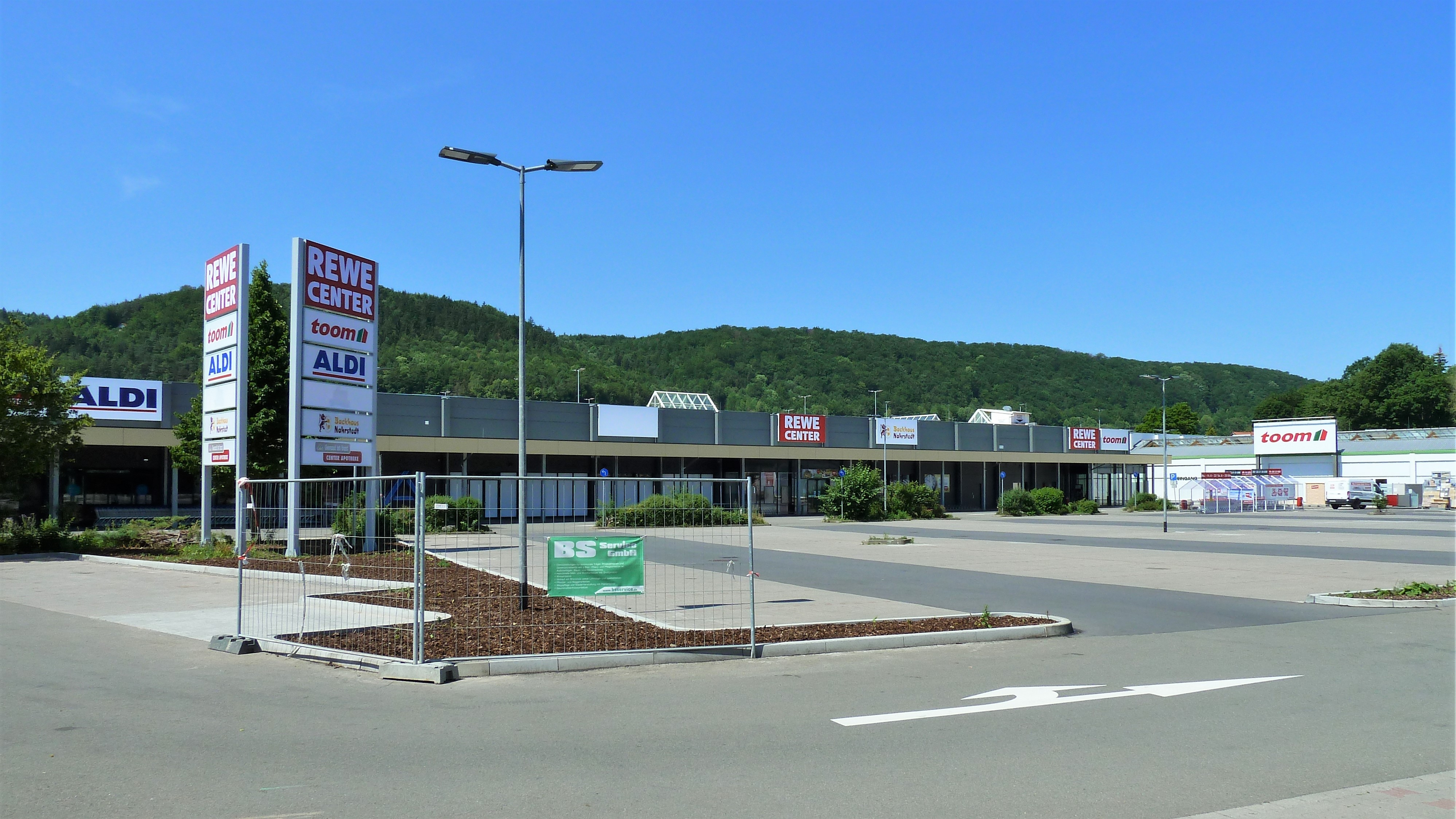
Parque de estacionamento em frente ao grande centro Rewe em Meiningen , Turíngia, em junho de 2019

## Estrutura
A Rewe é a linha de vendas mais importante do Grupo Rewe. A empresa-mãe da marca é a REWE Markt GmbH, que foi inscrita no registo comercial do Tribunal de Colónia em 2009. A direção é constituída por Daniela Büchel, Christoph Eltze, Peter Maly e Telerik Schischmanow. As acções da empresa comercial são detidas por quatro cooperativas.

### Cooperativas
- REWE Handels eG Hungen, com sede em Hungen[24]
- REWE Nord-Ost eG, com sede em Teltow[25]
- REWE Süd/Südwest eG, com sede em Fellbach[26]
- REWE West eG, com sede em Hürth[27]
- bem como o independente REWE Dortmund[28]

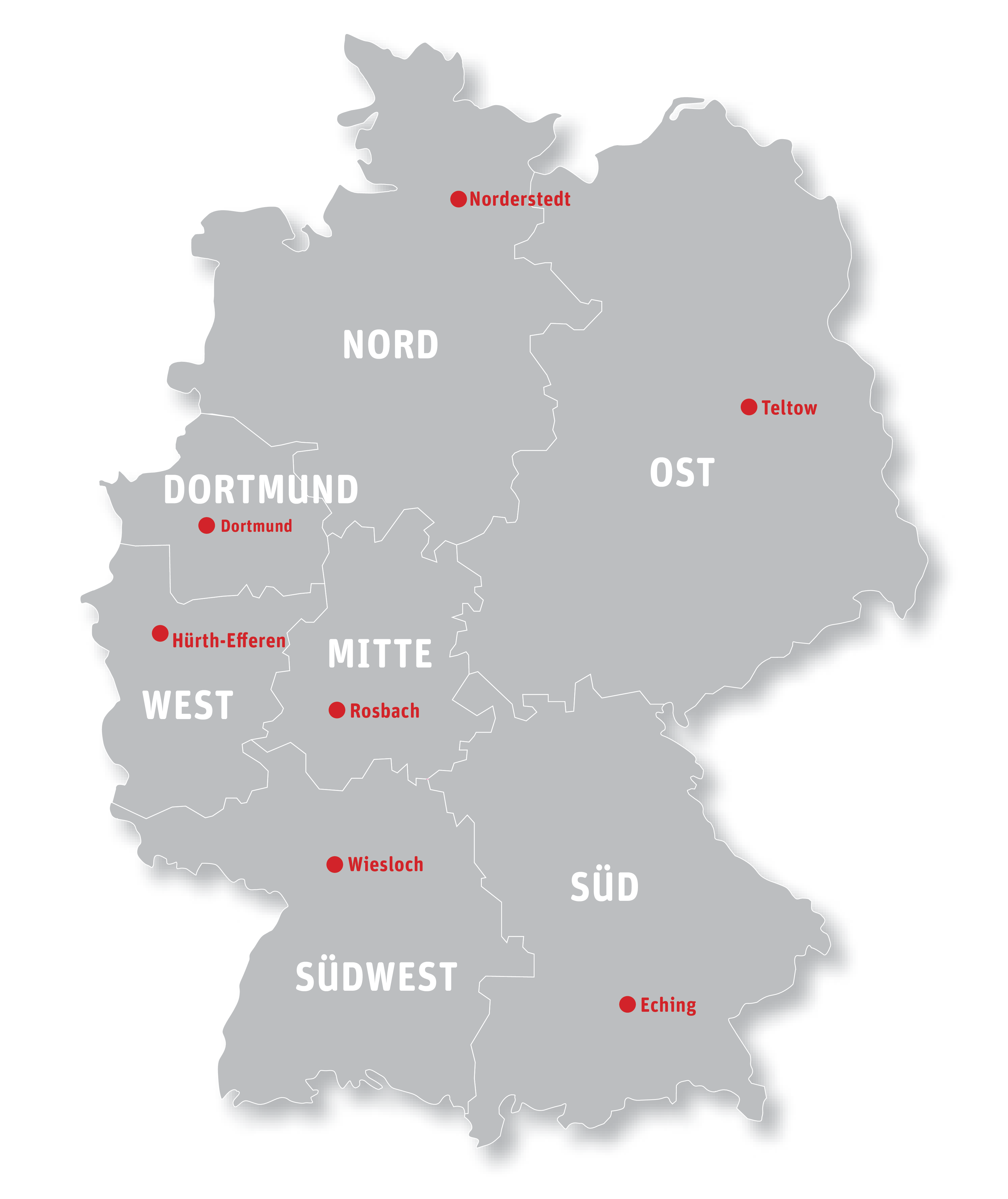
Mapa das zonas de venda das sucursais da Rewe com as respectivas sedes

### Sucursais
Existem seis sucursais, que são responsáveis pelas compras, marketing, controlo e vendas nas suas respectivas regiões. Estas estão subordinadas à sede da empresa comercial em Colónia. Existem as seguintes sucursais:
- Região Norte, com sede em Henstedt-Ulzburg[29]
- Região Leste, com sede em Teltow[30]
- Região Oeste, com sede em Hürth[31]
- Região central, com sede em Rosbach vor der Höhe[32]
- Região Sudoeste, com sede em Wiesloch[33]
- Região Sul, com sede em Eching[34]

#### Região Norte
A sucursal da Região Norte é responsável por Schleswig-Holstein e Baixa Saxónia, o nordeste da Renânia do Norte-Vestefália, bem como Hamburgo e Bremen. Na região, existem cerca de 670 lojas Rewe e aproximadamente 100 pontos de venda nahkauf. Os armazéns estão situados em Stelle, Lehrte, Sottrum e na sede em Henstedt-Ulzburg. A Rewe Nord emprega mais de 35.000 pessoas.

#### Região leste
A sucursal da Região Leste é responsável por Berlim e pelos novos estados federais, entre outros, e é a maior região em termos de área. Existem quase 600 lojas Rewe e cerca de 130 pontos de venda nahkauf na região. A Rewe Ost emprega cerca de 27.000 pessoas.

#### Região oeste
A sucursal da Região Oeste é responsável pela Renânia do Norte-Vestefália e pelo norte da Renânia-Palatinado. Existem cerca de 550 lojas Rewe na região. Os armazéns estão localizados em Colónia-Langel e Koblenz. A Rewe West emprega cerca de 25.000 pessoas.

#### Região central
A sucursal da região central é responsável por Hesse, Rheinhessen, Aschaffenburg e Sauerland. Existem cerca de 540 lojas Rewe na região. A Rewe Mitte emprega cerca de 25 000 pessoas.

#### Região sudoeste
A sucursal da região sudoeste é responsável por Baden-Württemberg, Saarland e partes da Renânia-Palatinado, partes de Hesse e partes da Baviera. A região alberga cerca de 500 lojas Rewe, bem como três centros logísticos, incluindo em Bondorf e na sede em Wiesloch. A Rewe Südwest emprega cerca de 22 200 pessoas.

#### Região sul
A sucursal da Região Sul é responsável pela Baviera. Existem cerca de 540 lojas Rewe na região. Os armazéns estão localizados em Eitting e Buttenheim. A Rewe Süd emprega mais de 20.000 pessoas.

## Logotipos

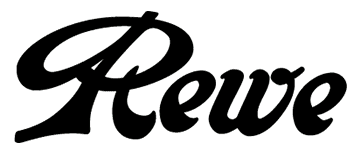
Segundo logotipo da Rewe
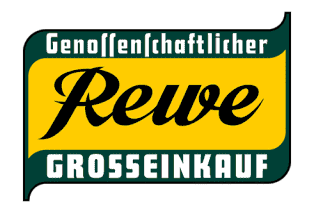
Terceiro logotipo da Rewe
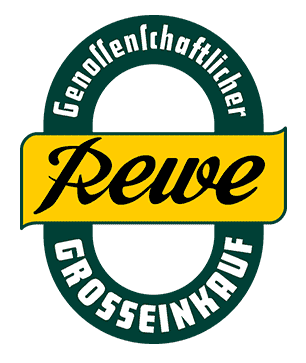
Logotipo do Quarto Rewe
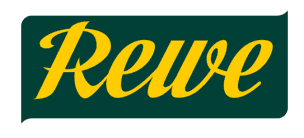
Logotipo de Quinto Rewe
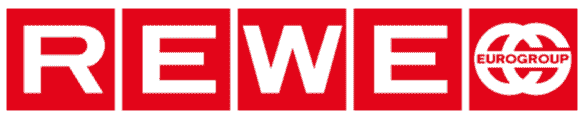
Logotipo do Sexto Rewe
Logotipo da fita da cesta Rewe, com adiçãofazer supermercado
Logotipo da Rewe com adiçãoSEU MERCADO
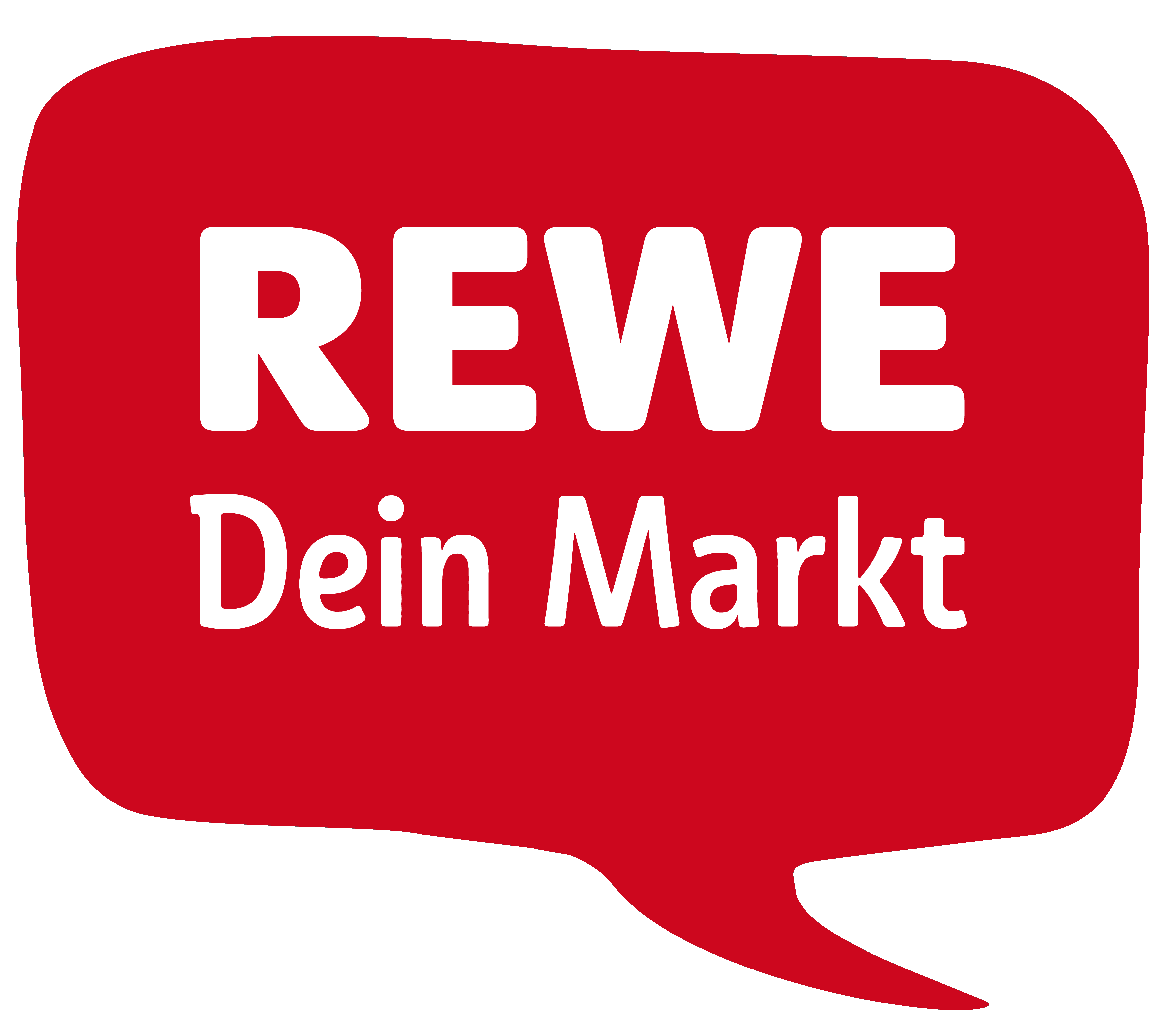
O logotipo do homem Rewe com uma mensagemdo seu mercado

## Marcas registadas
A Rewe tem as suas próprias marcas próprias, incluindo
- ja! : Alimentos e não alimentares (marca de desconto)
- REWE Beste Wahl : Alimentos e não alimentares (marca de qualidade)
- REWE Bio : produtos orgânicos
- REWE Feine Welt : Alimentos (marca premium)
- Wilhelm Brandenburg : Alimentos (carne e salsichas)
- Vivess : Itens não alimentares

## Sustentabilidade
A mudança nos valores dos clientes levou a que a sustentabilidade se tornasse mais importante na Rewe na década de 2010. Em 2014, a Rewe e a Penny lançaram os primeiros ovos de galinhas com bicos não aparados. Em termos de bem-estar animal, a Rewe continua a concentrar-se na redução dos tipos de criação 1 e 2 para os produtos de origem animal (por exemplo, leite ou carne fresca). Até ao final de 2030, todos os produtos de marca própria da Rewe devem também ter embalagens exteriores que cumpram as normas ecológicas. Além disso, a utilização de microplásticos deve ser reduzida e, mais tarde, completamente eliminada das receitas dos produtos de marca própria. Para o mesmo período, o objetivo é reduzir as emissões de gases com efeito de estufa dos produtos de marca própria em 15% em relação a 2019.

## Crítica
Em 2013, o programa Frontal21 da ZDF noticiou a vigilância dos trabalhadores por câmaras nas lojas Rewe e Penny sem o consentimento do conselho de empresa. Os peritos descreveram o procedimento como " escandaloso do ponto de vista moral e jurídico". O Grupo Rewe admitiu a vigilância em 2009 e 2010 e demitiu os responsáveis. No entanto, foi negada a espionagem generalizada e a continuação da vigilância.
Em 2014, houve um caso de uma empregada que tinha trabalhado mais de 1700 horas como estagiária num supermercado Rewe em Bochum. O Tribunal do Trabalho de Bonn concedeu-lhe 17000 euros de indemnização. O Grupo Rewe criticou o comportamento do retalhista independente, considerando-o uma violação das leis e das normas sociais e dos "valores cooperativos básicos". A empresa terminou então a sua cooperação com o proprietário. No entanto, seis meses mais tarde, o Tribunal Regional do Trabalho de Hamm anulou a decisão do Tribunal do Trabalho de Bonn e não permitiu o recurso.